# Ecnomina chorisis
Ecnomina chorisis är en nattsländeart som beskrevs av Arturs Neboiss 1978. Ecnomina chorisis ingår i släktet Ecnomina och familjen trattnattsländor. Inga underarter finns listade i Catalogue of Life.